# オトナになるって難しい!!!
「オトナになるって難しい!!!」（オトナになるってむずかしい!!!）は、スマイレージのインディーズ4thシングル。2010年3月14日に発売された。

## 概要
インディーズとしては最後のシングル。前作までレコード会社はTNXであったが、本作よりアップフロントワークスとなった。
発売を記念し、同年3月15日にアリオ鳳・19日にイオン千種ショッピングセンター（現・イオンタウン千種）・22日にお台場ラーメンPARK・25日にタワーレコード新宿店にてイベントが行われた。
テレビ東京系アニメ「ひめチェン!おとぎちっくアイドル リルぷりっ」エンディングテーマ。

## 収録曲
1. オトナになるって難しい!!!
  - 作詞・作曲：つんく　編曲：板垣祐介
2. オトナになるって難しい!!! (Instrumental)

## シングルV
2010年4月3日に発売された、上記作品のシングルDVD。

### 収録内容
1. オトナになるって難しい!!! (MUSIC CLIP)
2. メイキング映像

## 参加メンバー
- 1期：和田彩花、前田憂佳、福田花音、小川紗季

## 参加ミュージシャン
オトナになるって難しい!!!
- プログラミング＆ギター：板垣祐介
- コーラス：つんく